# Adrianna Górna
Adrianna Górna (ur. 22 marca 1996 w Kwidzynie) – polska piłkarka ręczna, prawoskrzydłowa, od 2017 zawodniczka Zagłębia Lubin.
Wychowanka MTS-u Kwidzyn, następnie zawodniczka UKS-u PCM Kościerzyna, w którego barwach zadebiutowała w sezonie 2015/2016 w Superlidze, zdobywając 144 gole w 28 meczach i zajmując 9. miejsce w klasyfikacji najlepszych strzelczyń polskiej ligi. W sezonie 2016/2017 występowała w AZS-AWFiS Gdańsk, będąc jego najskuteczniejszą zawodniczką w rozgrywkach ligowych – w 32 spotkaniach rzuciła 137 goli (12. wynik w Superlidze). W 2017 przeszła do Zagłębia Lubin. W sezonie 2017/2018 rozegrała w jego barwach cztery mecze w Pucharze EHF, w których zdobyła 11 bramek.
W 2014 wraz z reprezentacją Polski juniorek uczestniczyła w otwartych mistrzostwach Europy U-18 w Szwecji (11. miejsce).
W reprezentacji Polski seniorek zadebiutowała 19 marca 2017 w wygranym towarzyskim meczu ze Słowacją (29:25). W grudniu 2017 wystąpiła w mistrzostwach świata w Niemczech, podczas których zagrała w siedmiu meczach i zdobyła jedną bramkę. Zagrała też na mistrzostwach Europy w 2020 oraz mistrzostwach świata w 2021.